# Xinjiangtitan shanshanesis
Xinjiangtitan shanshanesis es la única especie conocida del género extinto Xinjiangtitan de dinosaurio saurópodo mamenchisáurido que vivió a mediados del período Jurásico, hace aproximadamente entre 165 a 164 millones de años durante el Calloviense, en lo que es hoy Asia. Sus restos fuernon encontrados en la Formación Qigu en Piqan en la provincia de Xinjiang, al noroeste de China. Las estimaciones de la longitud corporal para el holotipo son de aproximadamente 30 a 32 metros de longitud, situando a Xinjiangtitan entre los mayores saurópodos conocidos. El holotipo conserva una de las columnas vertebrales más completas de cualquier saurópodo encontrado en Asia y tiene el cuello completo más largo conocido para cualquier animal.

## Descripción
Xinjiangtitan fue uno de los saurópodos más largos conocidos, con un cuello largo que medía al menos 14,9 metros de largo. Se estima que midió entre 30 y 32 metros de longitud corporal total y 40 toneladas métricas de masa corporal.
Xinjiangtitan fue diagnosticado basándose en las siguientes características: la presencia de una quilla ventral en el penúltimo centro cervical que forma un pequeño proceso semicircular bajo la faceta articular distal, ambas vértebras cervicales son relativamente alargadas; la uncinación sacricostal excepto en la primera costilla sacral y un fémur extremadamente robusto. La serie de vértebras dorsales tiene una longitud de 322 centímetros. El fémur tiene unos 165 centímetros de largo, y la tibia 98 centímetros. El fémur mide 1,65 metros de largo y la tibia mide 0,98 metros de largo.

## Descubrimiento e investigación
El espécimen tipo de Xinjiangtitan shanshanesis fue descubierto por una expedición conjunta de la Universidad de Jilin, la Universidad Normal de Shenyang y el Instituto de Estudios Geológicos de Xinjiang en 2012, en una cantera a 8 kilómetros al sur de Qiketai, Xinjiang . En 2013 , antes de que el espécimen hubiera sido excavado por completo, Wu Wen-hao, Zhou Chang-fu, Oliver Wings, Toru Sekiha y Dong Zhiming lo describieron como un nuevo género y especie, Xinjiangtitan shanshanesis. El nombre del género se deriva de Xinjiang en donde se hallaron los huesos en 2012, y de titan, por los gigantes de la mitología griega. El nombre de la especie, shanshanesis, se deriva del nombre alternativo para la región en que fue hallado, Shanshan, nombrada por el antiguo reino de Shanshan. El nombre de la especie es ocasionalmente escrito de manera incorrecta como "shanshanensis" o "shashaensis", los cuales son formas no válidas aunque de hecho la forma correcta debió de haber sido "shanshanensis" en vez de shanshanesis, ya que el sufijo latino "-ensis", que significa "procedente de", fue usado para crear el nombre. Xinjiangtitan se conoce únicamente del espécimen holotipo SSV12001, un esqueleto postcraneal bien preservado, aunque algo erosionado, que incluye las dos primeras vértebras caudales, las dos últimas vértebras cervicales, y todas las vértebras dorsales, u n total de 12 y del sacro con 5 vértebras, así como varias costillas cervicales, dorsales y sacrales, una pata posterior izquierda, incluyendo el fémur, la tibia, la fíbula y un metatarsiano, los huesos púbicos derecho e izquierdo y el isquion izquierdo. Descrito en 2021, el cuello, del cual están presentes las 18 vértebras, mide casi 15 metros de largo y es el cuello completo más largo jamás descubierto de cualquier animal. La columna vertebral se encuentra en general entre las más completas de cualquier espécimen de saurópodo de Asia. Las vértebras cervicales  y dorsales se han descrito en detalle. Originalmente se informó que el espécimen pertenecía a la Formación Qigu, Jurásico tardío, pero posteriormente se consideró que pertenecía a la Formación Qiketai, Jurásico Medio.

## Clasificación
Un análisis filogenético situó a Xinjiangtitan como el taxón hermano de Mamenchisaurus, el único otro mamenchisáurido incluido. Xinjiangtitan comparte varias características derivadas con los diplodócidos, incluyendo el primiente proceso ambiens del pubis, la extremidad posterior relativamente corta y el cuarto trocánter en el fémur que se desarrolla caudomedialmente.